# Eduardo Carrasco Toro
Eduardo Carrasco y Toro (Lima, 13 de octubre de 1779 - Lima, 16 de noviembre de 1865), fue un académico y político peruano que ocupó el cargo de Cosmógrafo Mayor de la República del Perú.

## Biografía
Hijo de José Sanz Carrasco y Dolores Toro Valdéz y Noriega. Estudió en el Real Convictorio de San Carlos y desde 1794 en la Academia Real de Náutica, por sus aptitudes para las matemáticas se le incorporó a la docencia en esta Academia, en la que fue nombrado segundo maestro en 1806. Fue denunciado ante la Inquisición por tener libros prohibidos y recomendar su lectura.
Fue puesto en prisión por preparar planos del litoral para la Expedición Libertadora en 1820. Concretada la independencia del Perú asumió la Secretaría General de Guerra desde la cual se formó la Armada Nacional del Perú. Fue miembro de la Sociedad Patriótica. Fue nombrado comandante del Cuerpo de Pilotos y director general de la Escuela Náutica en 1822. Como diputado por Huancavelica asistió como diputado al I Congreso Constituyente.
Fue uno de los sesenta y cinco diputados electos en 1825 por la Corte Suprema y convocados para aprobar la Constitución Vitalicia del dictador Simón Bolívar. Sin embargo, a pesar de que dicho congreso estuvo convocado, el mismo decidió no asumir ningún tipo de atribuciones y no llegó a entrar en funciones.
Fue nombrado Cosmógrafo Mayor del Perú en 1839 y profesor de Prima de Matemáticas en la Universidad de San Marcos. Redactó la Guía de Forasteros de 1841 a 1857.
En 2016 el gobierno peruano decidió designar a su buque oceanográfico polar como BAP Carrasco (BOP-171) en muestra de reconocimiento a su labor.

## Obras
- Sinopsis Astronómicas.
- Lecciones de Trigonometría.